# Psilochorema vomerharpax
Psilochorema vomerharpax är en nattsländeart som beskrevs av Mcfarlane 1964. Psilochorema vomerharpax ingår i släktet Psilochorema och familjen Hydrobiosidae. Inga underarter finns listade i Catalogue of Life.